# Encarsia aspidioticola
Encarsia aspidioticola är en stekelart som först beskrevs av Mercet 1929.  Encarsia aspidioticola ingår i släktet Encarsia och familjen växtlussteklar. Inga underarter finns listade i Catalogue of Life.